# Пурири
Пурири  (лат. Vitex lucens) — растение; вид рода Витекс семейства Яснотковые, эндемик Новой Зеландии, открыт для европейцев командой Дж. Кука в 1769 году, но долгое время практически не изучался. Классифицирован А. Каннингемом лишь в 1826 году

## Ботаническое описание
Пурири — вечнозелёное дерево высотой 12—20 м и диаметром ствола 50—150 см со светло-коричневой чешуйчатой корой.
Листья супротивные, эллипсоидные, тёмно-зелёные, до 12 см в длину.
Соцветие — метёлка с 10—15 цветками красного цвета. Диаметр цветков 2,5—4 см.

## Распространение и среда обитания
В природе пурири произрастает отдельными популяциями на Северном острове севернее 39° ю. ш., чаще встречается в регионе Уаикато. В основном произрастает до высоты 800 м над уровнем моря. Встречается также на острове Мотутапу и небольших островках около Северного острова.

## Хозяйственное значение и применение
Плоды и нектар цветков используется птицами и насекомыми.
Ранее маори использовали настои пурири как обезболивающее средство и при омывании тел умерших. Посадки деревьев пурири обнаружены в маорийских местах захоронений.

## Галерея
- Старое дерево пурири
- Листья пурири
- Цветок пурири
- Ботаническая иллюстрация пурири